# Moundville (archeologische site)
Moundville Archaeological Site (Moundville Archaeological Park) is een archeologische site van de Mississippicultuur aan de Black Warrior in Hale County, bij de stad Tuscaloosa, Alabama in de Verenigde Staten. 
Uitgebreid archeologisch onderzoek heeft aangetoond dat tussen de 11e en 16e eeuw de site het politieke en economische centrum was van een regionaal georganiseerd chiefdom van de Mississippicultuur.
Het archeologische park, een deel van de site, wordt beheerd door de University of Alabama Museums en strekt zich uit over 75 ha, en bestaat uit 29 platform mounds rondom een vierkante plaza.
De site werd in 1964 tot een National Historic Landmark verklaard en in 1966 toegevoegd aan het National Register of Historic Places.
Moundville is, na Cahokia in Illinois, de grootste site in de Verenigde Staten van de klassieke Midden Mississippi periode.
De cultuur werd uitgedragen in dorpen en chiefdoms doorheen de centrale Mississippi-riviervallei, de lagere Ohio-riviervallei, en het merendeel van de Mid-South, waaronder Kentucky, Tennessee, Alabama en Mississippi als kerngebied van de klassieke Mississippicultuur.
Het park heeft een museum en een archeologische werkplaats.

## Recente geschiedenis
Begin 20e eeuw begon Clarence Bloomfield Moore, een advocaat uit Philadelphia, het eerste betekenisvolle archeologische onderzoek. Hij groef uitgebreid in 1906. De volgende twee decennia werden de mounds beroofd en veel artefacten verdwenen en de stratigrafie van sommige aardwerken ging daarbij verloren. 
Midden jaren 1920 begonnen verontruste burgers, waaronder de geoloog Walter B. Jones (naar wie het museum op de site is vernoemd), een gezamenlijke poging om de site te redden. Met de hulp van het Alabama Museum of Natural History, kochten ze het land waar de mounds zich op bevinden.
Tijdens de Grote Depressie stabiliseerden werkers van de Civilian Conservation Corps de mounds tegen erosie. Het park werd Mound State Monument genoemd en in 1939 voor het publiek geopend.
In 1976 werd dr. Jones ereburger van Moundville en aan het eind van zijn carrière Director Emeritus van de University of Alabama Museum of Natural History.
In 1980 werd er ingebroken in het Erskine Ramsay Archaeological Repository in Moundville, waarbij 264 stukken vaatwerk, waaronder de beste specimen, werden gestolen. In 2018 werden er drie ceremoniële kruiken anoniem teruggebracht.
In 1991 werd de naam van het park veranderd in Moundville Archaeological Park.
In november 2021 vond het Native American Graves Protection and Repatriation Review Committee (NAGPRA) dat de site cultureel verbonden was met zeven Muskogean-sprekende stammen, die hebben verzocht om de teruggave van 5.982 menselijke overblijfselen en begrafenisobjecten.  